# Стшижев (Плешевський повіт)
Стшижев (пол. Strzyżew) — село в Польщі, у гміні Добжиця Плешевського повіту Великопольського воєводства.
Населення — 231 особа (2011).
У 1975-1998 роках село належало до Каліського воєводства.

## Демографія
Демографічна структура станом на 31 березня 2011 року:
|          | Загалом | Допрацездатний вік | Працездатний вік | Постпрацездатний вік |
| -------- | ------- | ------------------ | ---------------- | -------------------- |
| Чоловіки | 110     | 20                 | 77               | 13                   |
| Жінки    | 121     | 30                 | 66               | 25                   |
| Разом    | 231     | 50                 | 143              | 38                   |